# 伊藤五右衛門 (幕末)
伊藤 五右門もしくは伊藤 五右エ門（いとう ごえもん、幕末 - 1915年）は、三国隠居処初代創設者で伊藤家五代目当主である。

## 概要
伊藤家はもともと「長谷川」を名乗っていたが、明治時代に一度開基し、その後「伊藤」を名乗っているが、それ以前は長谷川の名を名乗っている。分家に長谷川の名前を渡す代わりに、伊藤と名乗るようになった。
菩提寺である勝授寺の過去帳には、歴代総代として名が残っており、現在の福井県坂井市三国町の沿岸部（旧雄島村）の庄屋を務め、松平茂昭公（松平春嶽の養子）の初のお国入りの対応をしたこと、長年に渡り地域のとりまとめを行ったことから、その功績が称えられ、明治天皇のより叙勲（瑞宝章）を受けている。
なお、旧雄島村は、1889年（明治22年）に宿浦など7集落で成立し、役場を宿の浦越栄太郎宅に置き、その後、伊藤五右エ門（旧姓：長谷川）宅に移り、更に山本豊司宅を購入移転した記述が「三国町百年史」の中にも記述が残っている。

## 伊藤五右エ門の日記
原文を現代風に読みやすく記載。

### 1860年（万延元年）藩主松平茂昭公、御台場へお成り
前年の安政6年藩主・松平春嶽公は、安政の大獄で隠居を命ぜられ、嫡男がいないため、糸魚川藩より茂昭（もちあき）公を養子に迎え、茂昭公、初のお国入りの時に宿浦の御台場と大型船をご見学されたのである。おそらく、4月20日の雄島祭りに安島に来られ、安政5年に完成した大型商船用築港防波堤の検分もあったのであろう。4月21日のお泊りは、三国湊・松ケ下[[西光寺
(三国寺)|西光寺]]（歴代藩主の指定の宿泊場所）と言われている。新保浦・専久寺も同様で両寺とも御殿様専用の部屋が今も残っている。この時、藩主26歳、藩主歴3年目である。順祥丸は「べんけい岩」に接岸し乗船された。この年、庄屋の交代があって初めて五右衛門の名が上がってくる。

### 大砲係の下宿・料理の儀
料理の儀は次の通り。
- 朝めし：汁、わかめ、香の物、つけもの
- 昼めし：平（おひら）、ふき、煮つけ、香の物、焼魚
- 夕めし：汁、ふき、皿、はまち切り身（ただし、これは日替わりに出す）、香の物、鯛または大いわし

ただ、このたび、郡役所より、食事は飯と香の物とだけと申されたが、当村において山岸七次郎殿と相談の上、このような料理にした。
藩主入覧は、嚴の皇室の方々の視察以上に地元民の緊張があったされ、料理の品揃えにしても質素を指示されても、その本音と建て前を分別して庄屋は対応しなければならず、気苦労の多かった様子がうかがえる。米の消費量と滞在日数からみて100人以上の供揃えのようである。

### 大砲係の泊り下宿御礼
下宿名は次の通り。
1軒あたり礼金10匁。他に薪代。人件費一人に付き1日1匁。食事代は村より別に支給。宿浦に最大で6日間滞在し、下宿は、比較的部屋数の多い、広い家を指定。長右ェ衛宅は、御台場の前にあったので会所にしよした。なお、苗字は、これより15年後の明治9年の絵図で推定される。比較的経済力に富み大きい家屋所有の方々であったと推測できる。

### 銀10匁1分を庄屋、五右衛門へ
年号が文久から万延になると同時に、庄屋は弥右ェ門（さのや）から五右衛門（伊藤）に代わる。中央では、そんと幕藩、ペリー来航、春嶽公の罷免、大老暗殺などが起きていたが、宿浦では、老若男女が誠意をもって権六・石五郎ら御上（おかみ）の大型商船、御台場構築に協力した様子が分かる。

## 三国隠居処の誕生と歴史
三国隠居処の誕生は、かつて伊藤五右エ門が、1860年（安政7年）に宿浦の庄屋を務めていた時代まで遡る。この当時、安政の大獄（安政6年）により福井藩主、松平春嶽公が隠居を命ぜられたが、嫡男がいない為、糸魚川藩より茂昭を養子に迎えた。この茂昭公の初のお国入りを対応したのが伊藤五右エ門であり、当時の詳細な記録は、前述の「五右衛門の日記」にも記載されている。なお、同じく晩年、松平春嶽公の教育係として御用掛をしていた中根雪江も、宿浦（現在の宿地区）で隠居しており、明治4年から10年までの6年間は、晴耕（漁）雨読の生活を営み、その隠宅のことを「煙波楼」（えんぱろう）と呼んでいた。この、隠宅「煙波楼」が、庄屋をしていた伊藤五右衛門の所有になったことから、伊藤五右エ門の屋敷が「隠居処」と呼ばれるようになった。なお、五右エ門が晩年、屋敷を人々に開放したことなどから、「隠居処」には、地域の人々が集うようになり、後にそれが、簡易宿舎、旅館業に転身し、伊藤旅館として平成17年まで営業をしていた。

## 分家
伊藤五右衛門の孫にあたる、伊藤家七代目当主伊藤慶松（いとう けいまつ）には、5人の子が生まれるも、その内3人は幼少の頃に死去し、慶蔵（けいぞう）と作三（さくぞう）の2人が生残る。慶蔵は伊藤家八代目となり、作三の子孫は、現在大阪の今里で和装の小物のメーカー「ハセガワ」を営む。